# Jagow (Adelsgeschlecht)

Wappen derer von Jagow

Von Jagow ist der Name eines alten und bedeutenden altmärkischen Adelsgeschlechts.

## Geschichte
Die Familie Jagow, möglicherweise ein Zweig der Uchtenhagen erscheint erstmals 1268 urkundlich mit Arnoldus de Jagow, mit dem auch die Stammreihe beginnt. Den Namen erhielt das Geschlecht nach ihrem Hauptsitz Jagow, einem heutigen Ortsteil von Uckerland in der Uckermark, wo es 1250 schon erwähnt wurde. Es war in der Altmark, in Pommern, im Magdeburgischen und Lüneburgischen und in anderen Teilen Deutschlands beheimatet. Im Jahr 1337 taucht der Name in Gestalt von Henning Jagow In der Neumark auf, wo er mit Besitz im Dorf Wrechow begütert war. Als sein Erbnachfolger, bis ins Jahr 1347/48, ist noch Klaus von Jagow zu nennen. Die Jagow waren Erbjägermeister (auch Erb–Jägermeister) der Kurmark Brandenburg seit dem 3. September 1798, erneuert am 15. Oktober 1840. Erbjägermeister waren Friedrich Wilhelm Thomas Achatz von Jagow (1779–1854), dessen Sohn Karl von Jagow (1818–1888) und wieder dessen Sohn Günther von Jagow (1847–1928).
Zu den Besitzungen gehörte das Gut Scharpenhufe in Aland (Altmark), das nach der deutschen Wiedervereinigung von der Familie zurückgekauft wurde, die dort einen 600 Hektar großen Landwirtschaftsbetrieb führt. Calberwisch gehörte der Familie von 1524 bis zur Enteignung 1945, ferner von 1606 bis 1919 Krüden, von 1780 bis zur Enteignung 1945 Rühstädt. Außerdem Gut Dallmin bei Karstädt und Gut Quitzöbel (heute Legde/Quitzöbel).
Die von Jagow gehörten im 14. und 15. Jahrhundert, zusammen mit den Alvensleben, Bartensleben, Bismarck, von dem Knesebeck, Platen, Schenck (von Flechtingen und Dönstedt) sowie von der Schulenburg zu den acht schlossgesessenen Geschlechtern der Altmark, die unmittelbar dem Landeshauptmann unterstanden und vom Kaiser und den Markgrafen als zum Heeresstande gehörend das Prädikat Edle bekamen.

## Wappen
Der Schild zeigt in Silber ein sechsspeichiges rotes Rad. Auf dem Helm mit rot silbernen Decken schreitet ein natürlicher Dachs mit zwei silbernen Lilienpfeilen im Nacken.
Nach dem Wappen sind sie eines Stammes mit den von Stülpnagel sowie bei der Wappenähnlichkeit und gemeinsamer Herkunftsregion wahrscheinlich auch mit den uckermärkischen von Gloeden, den von Uchtenhagen, den von Wedell und den von Wreech.

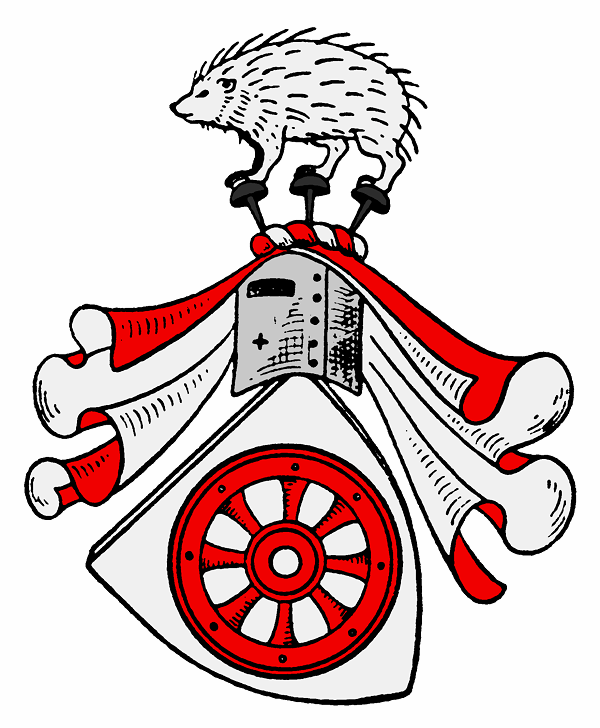
Wappen der Familie von Stülpnagel
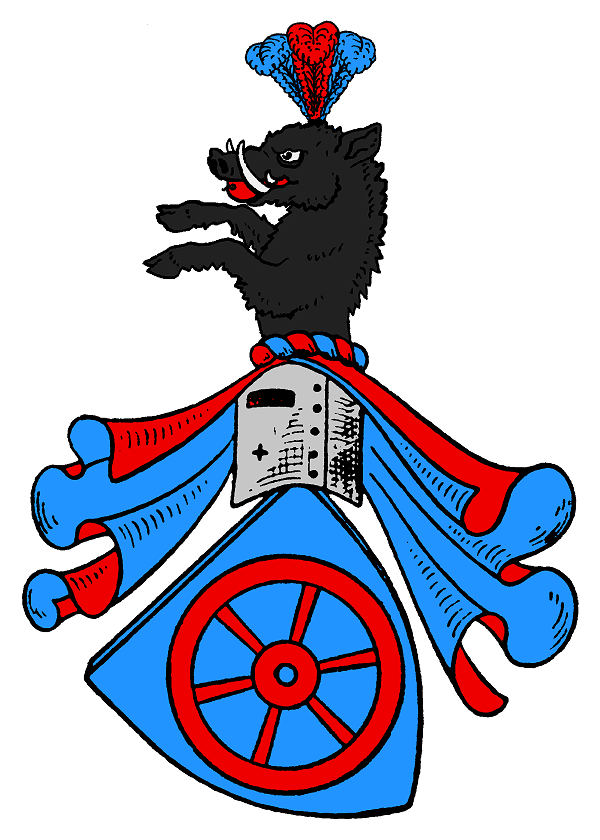
Wappen der Familie von Gloeden (Uckermark)
Wappen der Familie von Uchtenhagen
Wappen der Familie von Wedel
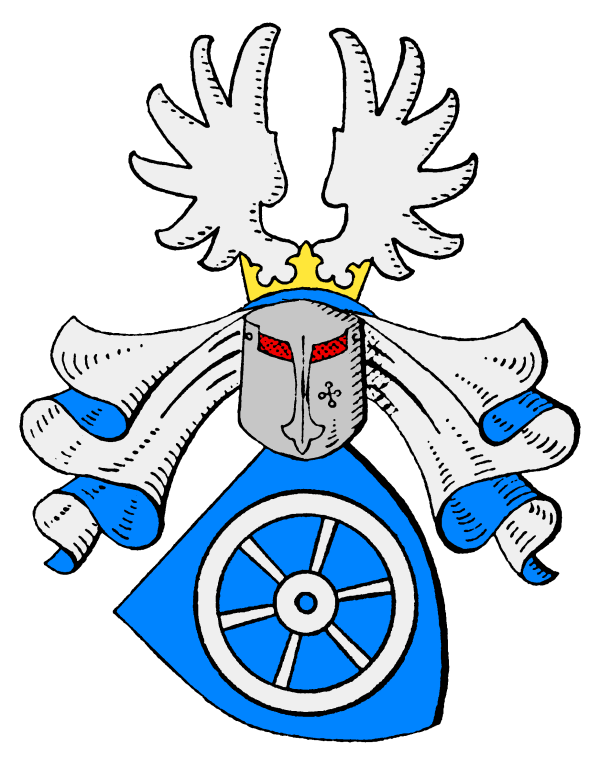
Wappen der Familie von Wreech

Am Schloss Vitzenburg befinden sich Allianzwappen derer von der Schulenburg-Heßler und derer von Jagow.

## Bekannte Familienmitglieder

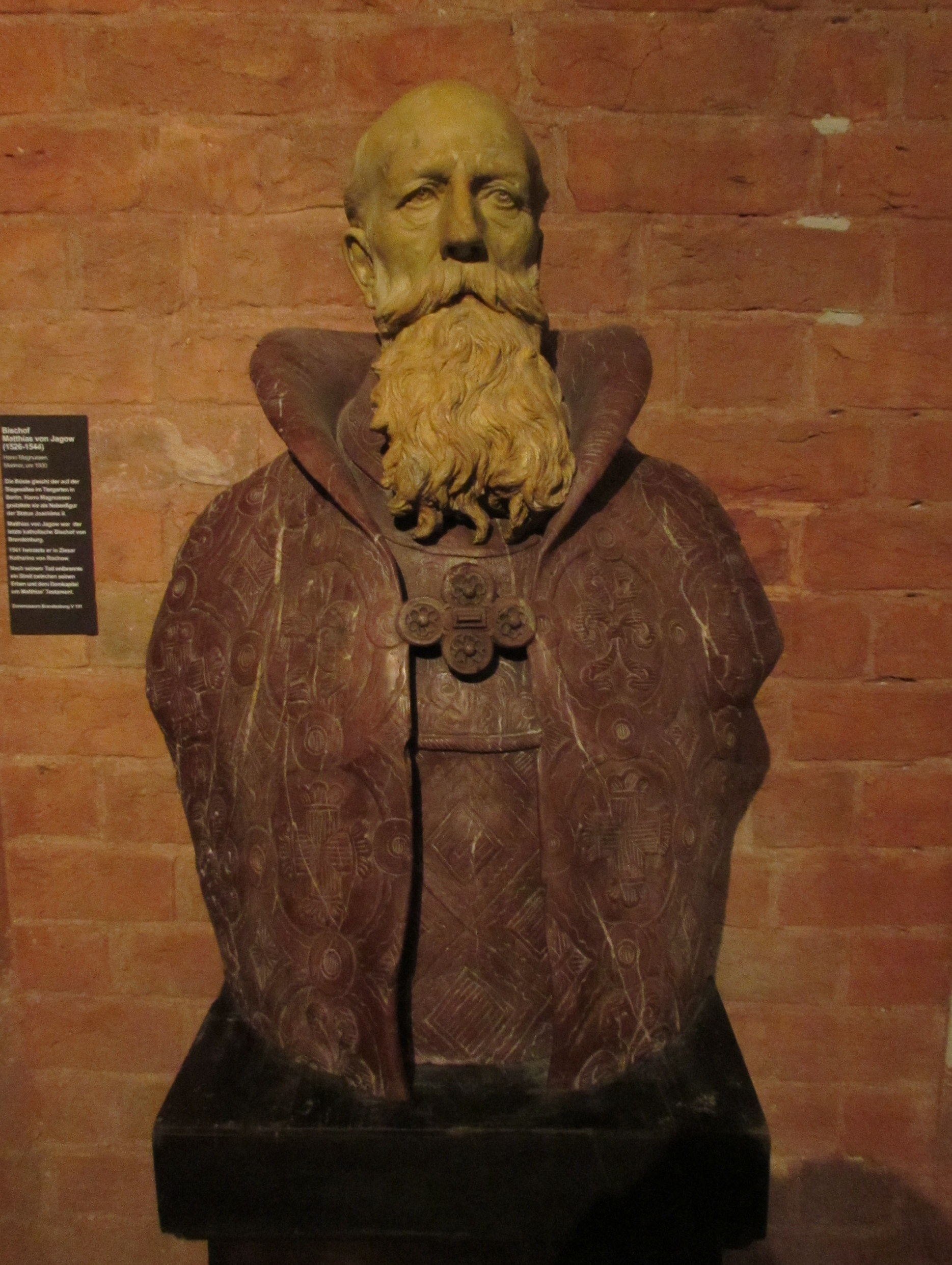
Matthias von Jagow (1480–1544), Reformator und Bischof von Brandenburg

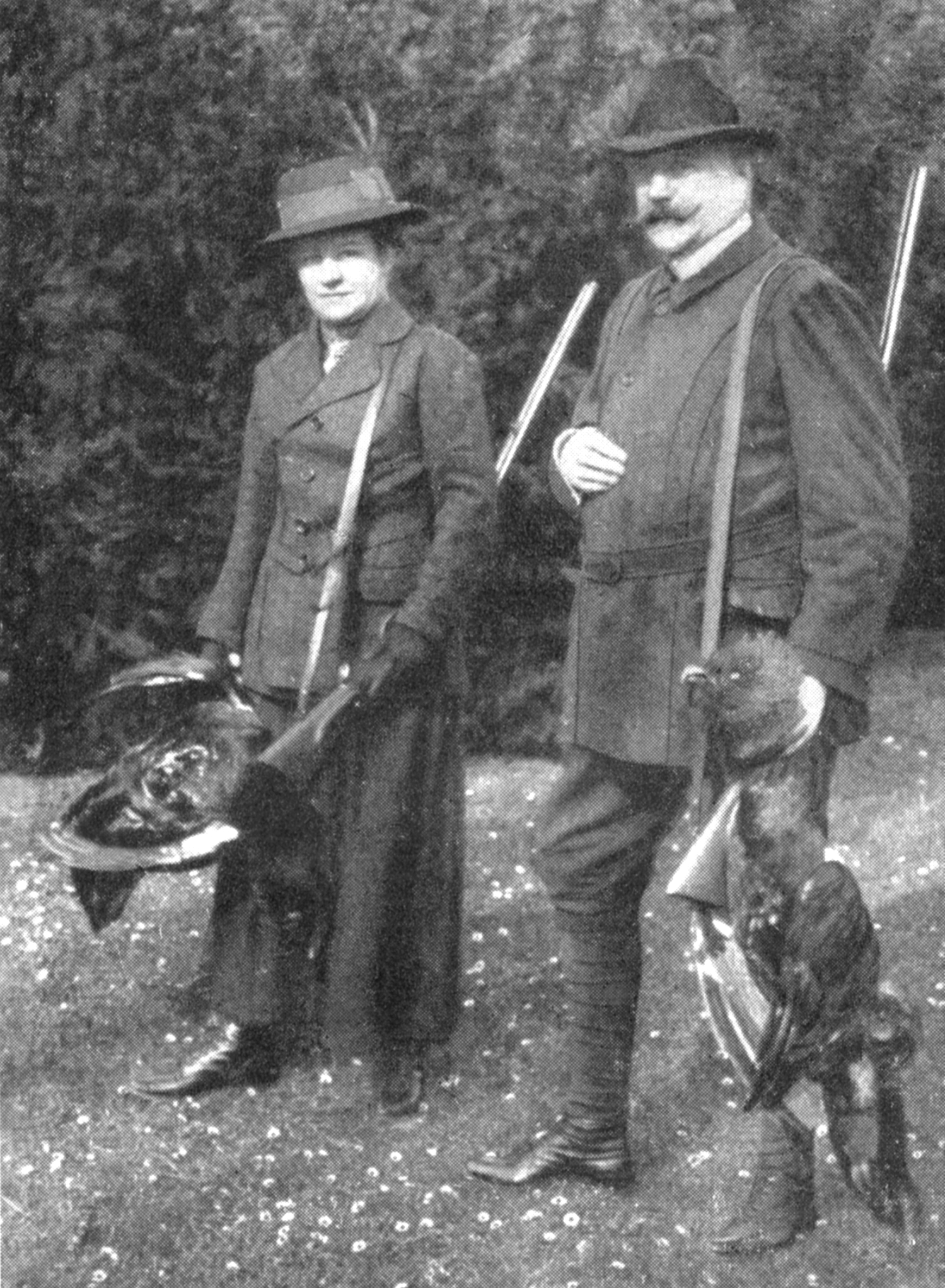
Oberpräsident Ernst von Jagow und seine Ehefrau Helene bei der Jagd auf Auerhahn, 1915

- Matthias von Jagow (1480–1544), Reformator und Bischof von Brandenburg
- Ludwig Friedrich von Jagow (1770–1825), preußischer Generalmajor, Oberstallmeister (seit 1810)
- Wilhelm von Jagow (1770–1838), preußischer Landrat des Kreises Osterburg, Bruder des Friedrich Wilhelm von Jagow
  - Friedrich von Jagow (1802–1858), preußischer Landrat des Kreises Osterburg
- Friedrich Wilhelm von Jagow (1771–1857), preußischer General der Infanterie, Ehrenbürger von Erfurt (seit 1825) und Magdeburg (seit 1835), Bruder des Vorvorgenannten
- Adolf von Jagow (1811–1881), königlich-preußischer Kammerherr, Neffe des Friedrich Wilhelm von Jagow
- Gustav von Jagow (1813–1879), preußischer Beamter und konservativer Politiker
- Karl von Jagow (1818–1888), Gutsbesitzer und konservativer Politiker
  - Günther von Jagow (1847–1928), Gutsbesitzer und preußischer Politiker, MdR
  - Hermann von Jagow(-Scharpenhufe) (1848–1923), Gutsbesitzer und preußischer Politiker, MdR
  - Gottlieb von Jagow (1863–1935), Diplomat
- Julius von Jagow (1825–1897), Landrat und Mitglied des Konstituierenden Reichstags des Norddeutschen Bundes, Bruder des Gustav von Jagow
  - Traugott von Jagow (1865–1941), Polizeipräsident von Berlin
  - Walther von Jagow (1867–1928), deutscher General der Kavallerie
- Bernhard von Jagow (1840–1916), Gutsbesitzer und preußischer Politiker; Neffe des Friedrich von Jagow, Cousin des Nachgenannten
- Eugen von Jagow (1849–1905), deutscher Schriftsteller[3]
  - Clemens von Jagow (1903–1993), Präsident des Landgerichts von Lübeck von 1956 bis 1968
- Ernst von Jagow (1853–1930), preußischer Oberpräsident, Domherr zu Brandenburg, Bruder des Bernhard von Jagow
- Hans-Georg von Jagow (1880–1945), deutscher Generalleutnant, Bruder des Nachgenannten
- Dietrich von Jagow (1892–1945), deutscher Gesandter, SA-Obergruppenführer und Reichstagsabgeordneter der NSDAP, Neffe des Bernhard von Jagow und des Ernst von Jagow.
- Bettina von Jagow (1971), Literaturwissenschaftlerin

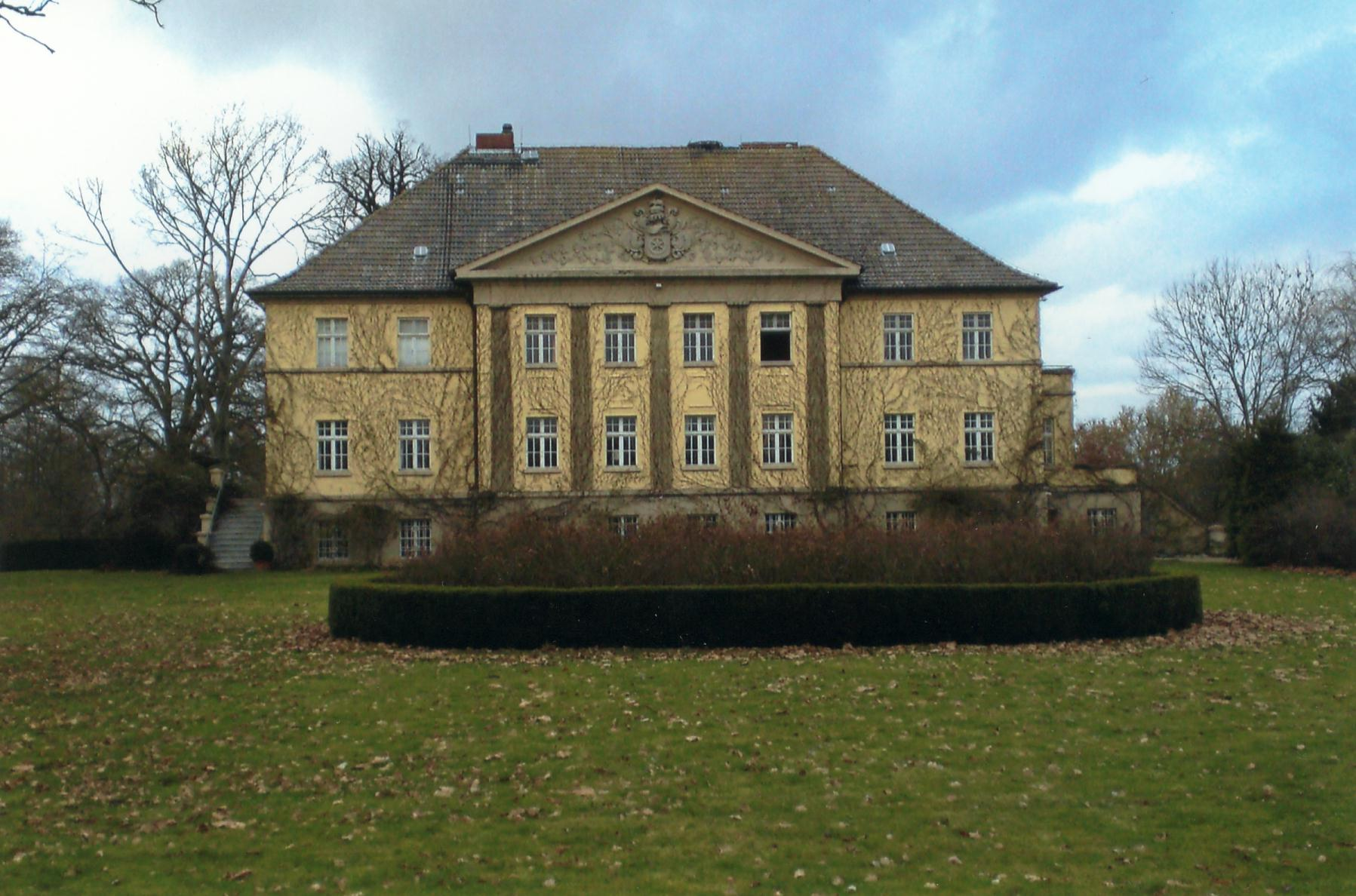
Schloss Scharpenhufe
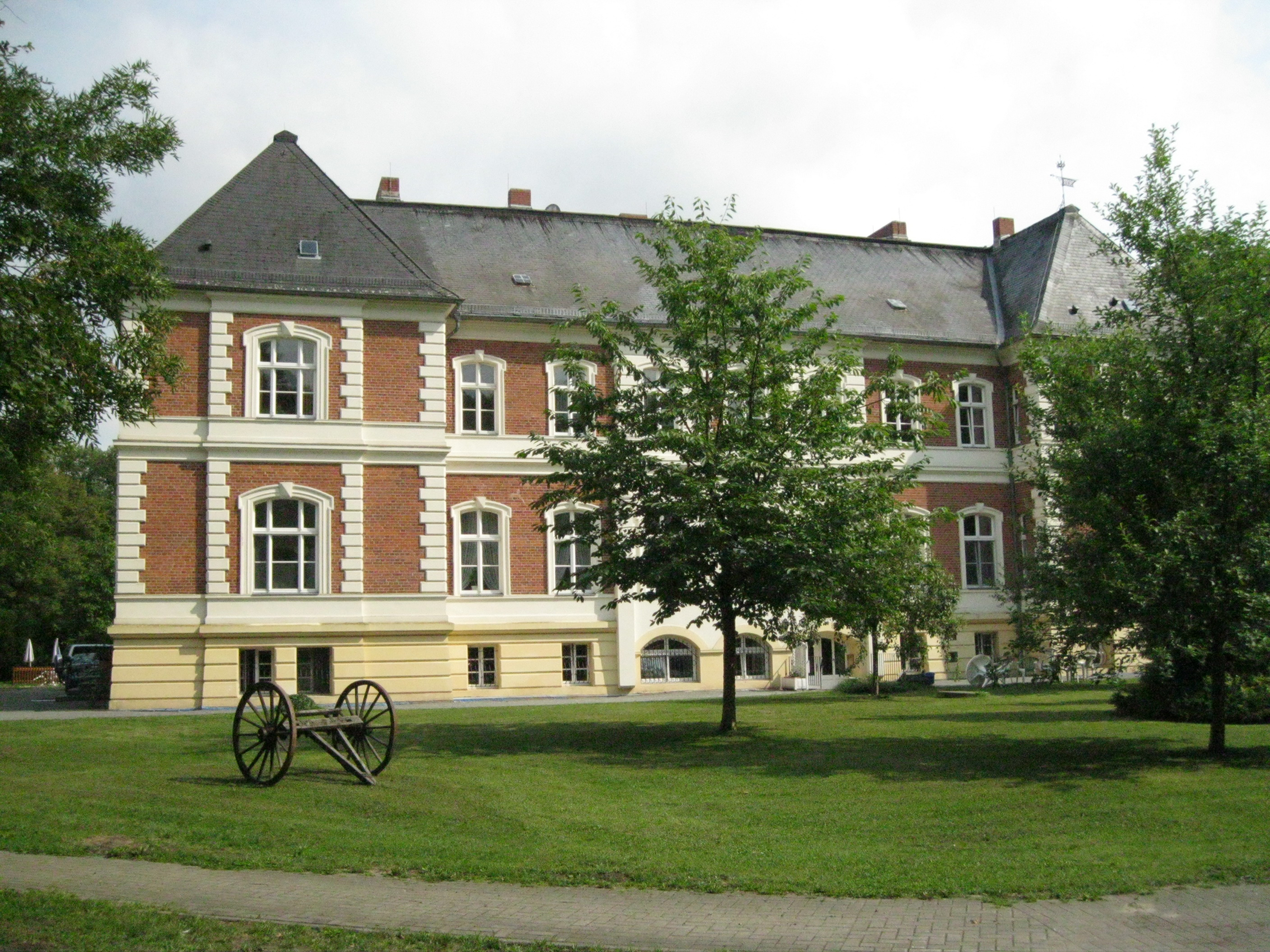
Schloss Calberwisch
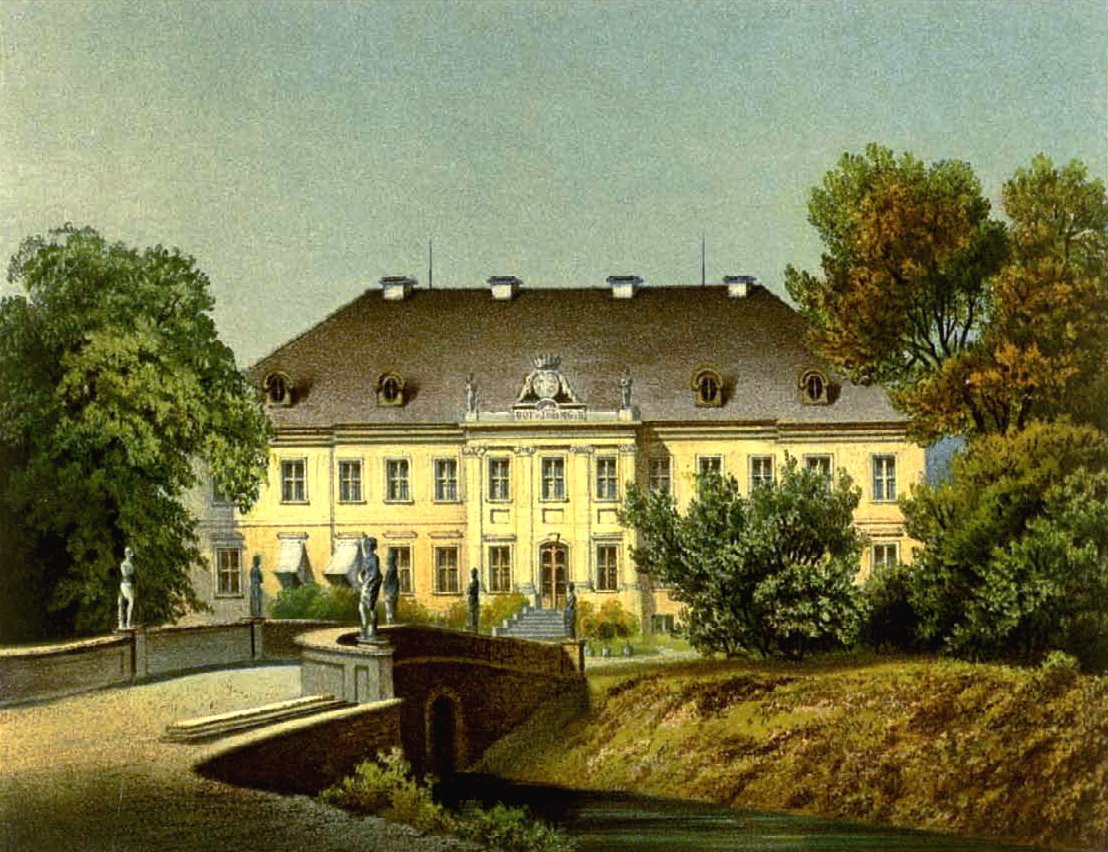
Schloss Rühstädt um 1860
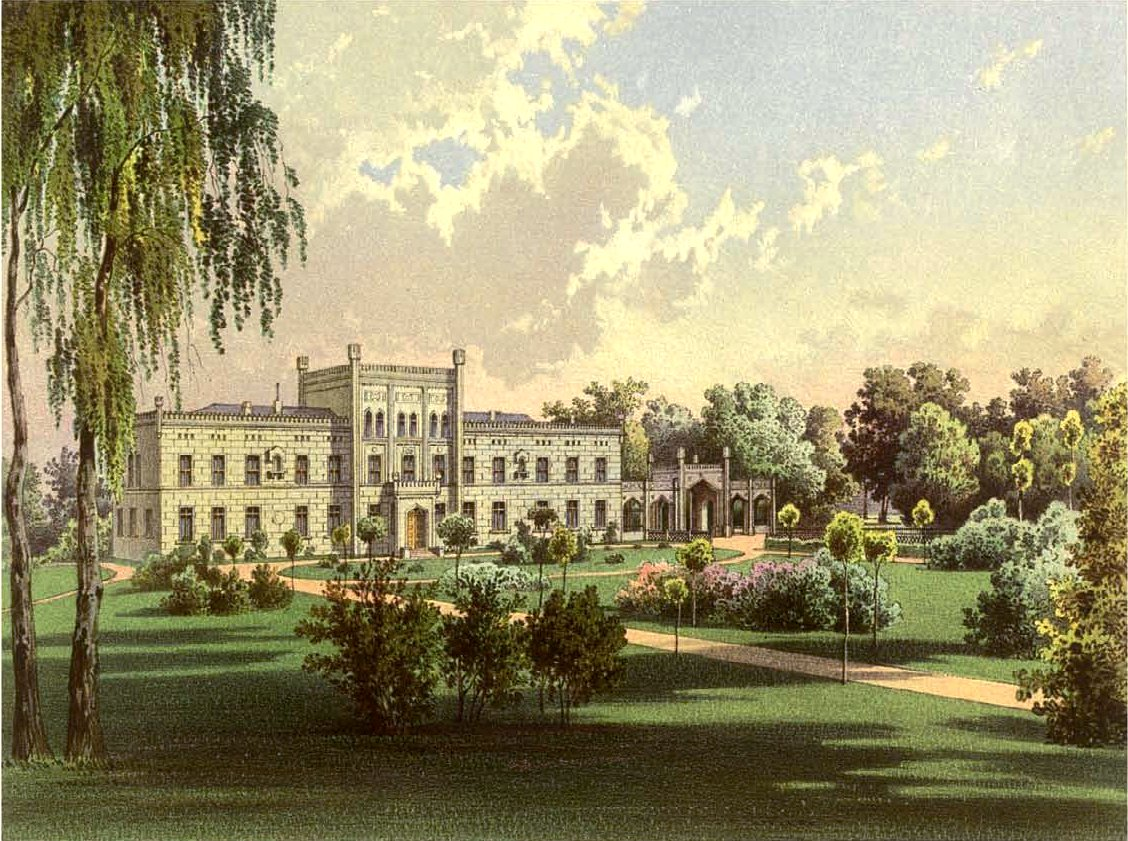
Schloss Krüden um 1860
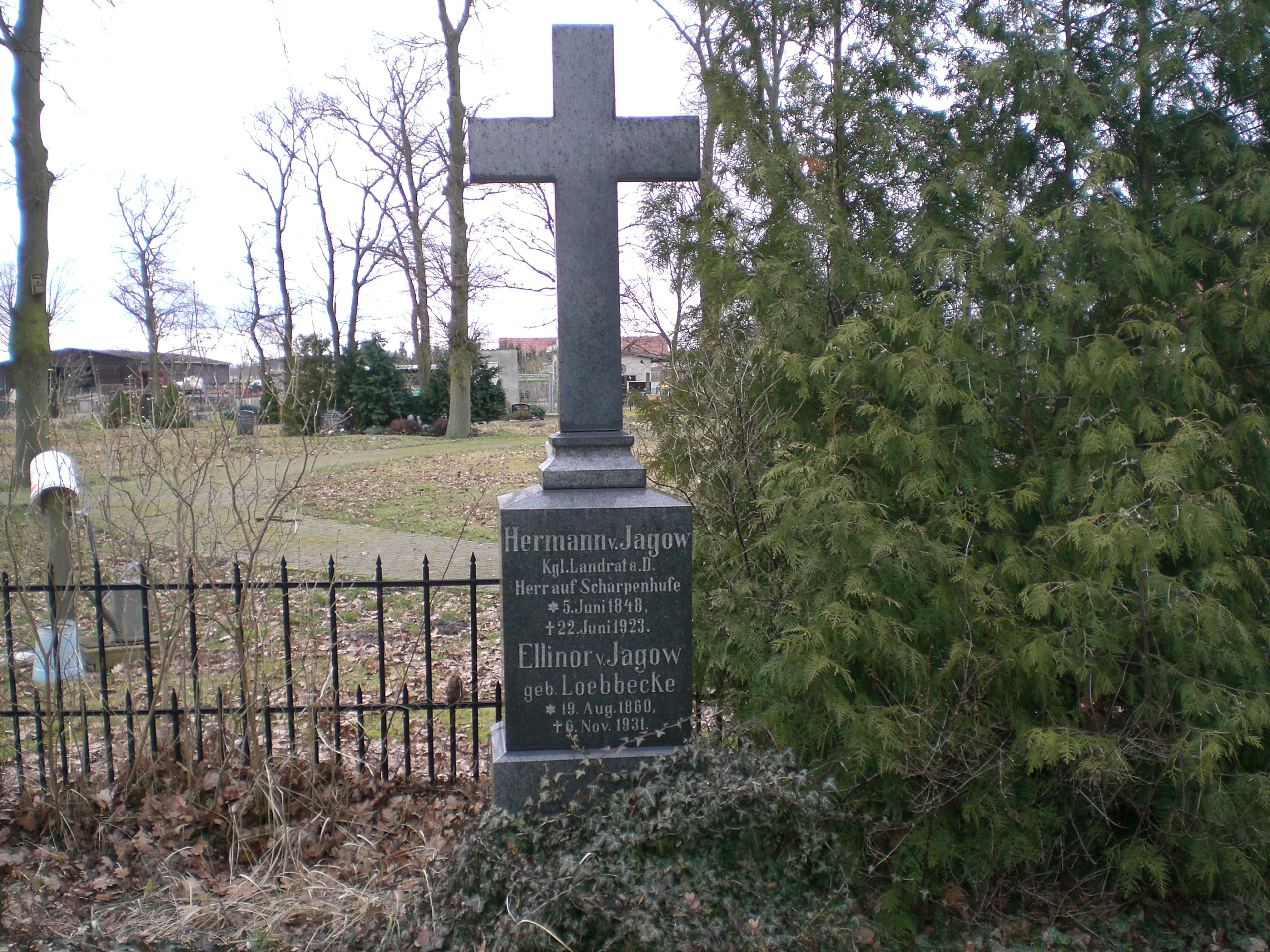
Grabstätte der Familie von Jagow auf dem Friedhof Pollitz/Altmark

## Weitere Literatur
- Johann Georg Theodor Grässe: Sagenbuch des Preußischen Staats. Erster Band, Verlag Carl Flemming, Glogau 1868, S. 209. (Digitalisat).
- Uchtenhagen, ein Geschlecht. In: Johann Heinrich Zedler: Grosses vollständiges Universal-Lexicon Aller Wissenschafften und Künste. Band 46, Leipzig 1745, Sp. 848 f. (u. a. Wappen-Identität)